# Фредерик Тејлор
Фредерик Тејлор (енгл. Frederick Winslow Taylor; 20. март 1856 — 21. март 1915) је био амерички инжењер механике који је тежио побољшању индустријске ефикасности. Сматрају га оцем научног менаџмента.

## Искуство у индустрији челика
Почео је као обичан радник, да би се убрзо по запослењу школовао и за релативно кратко време постао инжењер. Своја искуства и сазнања је, у највећој мери, стекао у индустрији челика САД (Midvel Steel Company и Bethlehem Steel Company).
На почетку рада у челичани био је оријентисан више ка техничким питањима и истраживању рада у погону. Радећи једно време као супервизор и надзорник покушао је да поправи односе са радницима.
Тејлор је схватио шта иритира раднике и шта их одвраћа од већег учинка и већег залагања у раду: лош, неадекватан менаџмент, са непримереним начином постављања радних норми, непримереним и непоузданим системом оцењивања успешности радника у раду, неделотворним концептом обучавања радника и слично. Тај и такав менаџмент ствара незадовољство и отпор код радника, чија је практична последица органичавање њиховог учинка, тачније „органичавање производње“ далеко испод могуће.
Како је ова појава наносила велике штете тадашњој америчкој привреди, а побољшањем менаџмента се могла отклонити, Тејлор се прво ангажовао на њеном решавању, а затим и на решавању других проблема ниске ефикасности у раду америчких радника изазване лошим менаџерским системом.
Тејлор је такође уочио да је један од честих узрока лоших односа неадекватно постављен систем норми за награђивање. На тим основама је 1885. године написао свој први рад „Систем плаћања по комаду“ (A Piece Rate System), који је објавио у Америчком удружењу механичких инжењера (ASME).

## Научни менаџмент
Тејлор је настојао да менаџмент од праксе трансформише у науку, базирајући га на „добро постављеним, јасно дефинисаним и фиксираним принципима уместо на – више или мање – магловитим идејама“.
Принципи менаџмента које је формулисао Фредрик Тејлор резултат су „студија времена“ и „студија покрета“ на покретној траци. На бази ових студија, Тејлор је био у стању да разложи сваки процес на активности (или послове) и да формулише најкраћи и најбољи метод обављања појединачне активности. На тај начин је било могуће утврдити норму. Систем диференцираних надница је био основа награђивања радника. Основу диференцирања је чинила продуктивност. Раст надница као последица раста продуктивности није у конфликту са интересима власника, пошто су радне норме коректно дефинисане.
Тејлор је тежио креирању стандарда који би довели до повећања резултата, како за организацију тако и за запослене у њој, како не би долазило до остваривања слабијих пословних резултата, односно појаве „забушавања“ од стране радника. Тејлор је навео 3 групе разлога који су доводили до те појаве:
1. страх запослених да услед повећања продуктивности они или други запослени могу да изгубе посао;
2. систем плаћања није деловао подстицајно на повећање радног ангажовања;
3. постојали су врло неефикасни системи и начини за груписање и специјализацију послова.

Тејлор је 1890. године напустио Midvale да би постао генерални директор Manufactoring Investment Company која се бавила производњом папира. Након три године, поднео је оставку пошто није могао да нађе заједнички језик са финансијерима који су желели „да остваре брзу и лаку зараду“, док је он желео да постави систем.
Тејлор је 1893. прешао на примену своје концепције радећи као пословни консултант. Прво предузеће које је прихватило његове идеје било је Simonds Rolling Machine Company. У том предузећу Тејлор је прво анализирао најбоље раднике, затим је прешао на обуку осталих радника. Радници који и после обуке нису могли да испуне радну норму су отпуштени. Поред система диференцираних надница, уведена је и пауза у оквиру радног времена које је, такође, скраћено са 10.5 на 8.5 часова. Трошкови су смањени, уз истовремени раст обима производње, квалитета производа, профита и зарада радника.
Иако су поменути методи довели до драматичног раста продуктивности и значајног раста надница, постојао је јак отпор у различитим круговима: Чарли Чаплин је у филму „Модерна времена“ направио познату уметничку карикатуру тејлоризма, док је Владимир Иљич Лењин ову концепцију назвао „научним цеђењем зноја радника“. Ипак, најзначајнији противник ове концепције је био синдикат. Страх од тејлоризма је био страх од губитка посла. Са ширењем концепције, растао је и број противника. Врхунац отпора тејлоризму била је 1912. година, када је дошло до штрајка у Watertown Army Arsenal (фабрици оружја у Масачусетсу, где су тестиране Тејлорове идеје, прим. аут), што је мотивисало групу скептика из америчког Конгреса да позову Тејлора да објасни своју концепцију. Одбрана пред Конгресом, заједно са две претходно објављене студије, „Управљање радионицом“ и „Принципи научног менаџмента“, нашла се у књизи „Научни менаџмент“, која представља главни извор тејлоризма.
Тејлор је сугерисао управи предузећа да се до високих резултата може стићи уз помоћ ригорозних правила понашања. Да би остварио идеју о организацији високих перформанси, Тејлор је креирао четири принципа на којима је засновао концепт научног управљања:
1. развој науке о менаџменту, као скупа знања који ће помоћи да се научно дефинишу најбољи методи за обављање одређеног посла;
2. научна селекција радника, како би се постигла сагласност између карактеристика и захтева посла, с једне, и квалификованости и способности радника, с друге стране, тако да свако ради посао који му највише одговара;
3. научно образовање и усавршавање радника и руководилаца, како би и једни и други разумели проблеме са којима се суочавају у процесу обављања посла;
4. успостављање присне сарадње руководилаца и радника, како би се створила клима обостране заинтересованости за већу организациону ефикасност, јер радници и руководство као чланови исте организације имају исту тежину.

Увођење ових принципа довело је до праве револуције чије су главне последице раст продуктивности производње и профита. Концепција је релативно једноставна: производни процес се рашчлањава на елементарне активности према критеријуму поделе рада, а административне активности се групишу према критеријуму компетентности критичне за обављање активности. Иако постоји јасна подела између оних који осмишљавају и контролишу и оних који извршавају, Тејлор је сматрао да нема конфликта интереса између радника и менаџера пошто су њихови циљеви, раст производње и профита, истоветни.
Тејлор је, поред радника, наглашавао важност руководилаца. Полазећи од претпоставке да радник настоји да прода свој рад што скупље и да је новац извор веће продуктивности и једини мотив радника, Тејлор је наглашавао значај најниже линије управљања, а то је производна линија.
Функције руководилаца је посматрао као:
1. научно одређивање сваког захвата радника;
2. научну селекцију и обуку радника;
3. сарадњу руководилаца и радника и стварање рада усклађеног са научним методама;
4. поделу одговорности између руководилаца и радника (док су менаџери одговорни за планирање и развој метода рада, запослени су одговорни за њихово извршавање).

Треба поменути и Тејлорову идеју о тзв. првокласном раднику – оном који је физички и ментално способан и потпуно одговоран на послу и жељан да ради у складу са принципима научног управљања. Он је поставио основе студије времена у том смислу што је истраживао покрете и време потребно за њихово обављање. Суштина је била у томе да се елиминишу покрети који су непотребни, чиме би се скратило време њиховог извршења. Ове његове идеје касније је много детаљније разрадио Френк Џилбрет.
Такође, значајан је и његов допринос питању делегирања ауторитета. Сматрао је да менаџери не треба да улазе у све детаље пословања организације, већ да неке ствари треба да препусте нижим нивоима.